# Anthony Thieme
Anthony Thieme (n. 20 februarie 1888, Rotterdam, Țările de Jos – d. 6 decembrie 1954, SUA) a fost un pictor peisagistic și maritim și o figură majoră a Școlii regionale de artă americană din Rockport. A fost contemporan cu artiști importanți din Rockport precum Aldro Hibbard, Emil Gruppe, W. Lester Stevens, Antonio Cirino și Marguerite Pierson.

## Biografie
Născut la Rotterdam la 20 februarie 1888, Thieme a studiat timp de doi ani la Academia de Arte din Rotterdam, apoi, pentru scurt timp, la Academia Regală din Haga. A călătorit îndelung în Europa, găsind frecvent muncă ca scenograf.
Thieme a călătorit în Statele Unite la vârsta de 22 de ani. Și-a găsit repede un loc de muncă ca scenograf la Century Theater din New York, proiectând scene pentru balerina rusă Anna Pavlova. Când și-a încheiat treaba a călătorit în America de Sud, în special în Brazilia și Argentina. Munca de scenă i-a oferit încă o dată mijloacele de trai. A urmat o revenire în Europa continuându-și activitatea în Anglia, Franța și Italia.
Întorcându-se în Statele Unite cu un alt contract pentru munca pe scenă, Thieme s-a stabilit în Boston. A renunțat la scenă în 1928 și de atunci a trăit vânzându-și picturile și gravurile. Thieme s-a căsătorit cu Lillian Beckett în 1929 și s-a mutat la Rockport. A înființat Școala de Artă Thieme. Și-a prezentat frecvent lucrările la Grand Central Art Galleries din New York.
A continuat să călătorească mult: Mexic, Guatemala, Florida și Franța au fost destinații importante, întotdeauna pictând în aer liber.
Thieme s-a sinucis la 6 decembrie 1954 în Greenwich. Circumstanțele morții sale nu sunt pe deplin elucidate. Au existat informații despre depresie profundă sau de boală incurabilă, dar nu a apărut nici un motiv definitiv pentru sinuciderea sa.
Anthony Thieme a fost membru cu drepturi depline al American Watercolor Society, Art Alliance of America, Salmagundi Club, Boston Art Club, North Shore Art Association, Rockport Art Association, New York Water Color Club, Art Alliance of Philadelphia și al National Arts Club.